# Шаца
Шаца (словац. Šaca) — міська частина, громада округу Кошиці II, Кошицький край. Кадастрова площа громади — 41.21 км².
Населення 6032 особи (станом на 31 грудня 2020 року).

## Історія
Шаца згадується 1275 року.